# Gregory S. Dinallo
Gregory S. Dinallo (ur. 22 marca 1941 w Brooklynie) – amerykański scenarzysta i pisarz.

## Scenariusze
- Nieustraszony (serial telewizyjny 1982) - 6 odcinków
- Nienasycony
- The Amazing Spider-Man (1977-79) - 2 odcinki

## Książki
- Czerwony tusz (Red Ink), tłum. Andrzej Leszczyński